# تريفور ميث
تريفور ميث (بالإنجليزية: Trevor Meath)‏ هو لاعب كرة قدم بريطاني في مركز الوسط، ولد في 20 مارس 1944 في ونزبري ‏ في المملكة المتحدة. لعب مع دارلاستون تاون ونادي لينكولن سيتي ونادي والسول.